# 法国行省
行省（法語：Province）是法国君主制时期的行政区划，为第一级地方行政单位，于1789年为大区所代替至今。
然而那些旧行省的名字一直为地理学家使用，来指称自然形成的区域。不少大区仍然沿用了历史上的名字。

## 行省一词的意义
法国的省是由中央政权“决定”其组成的，其正当性来源于成文法；而行省则不同，它的存在借助的是习惯法，因而只是被国家所“承认”。一个行省也被称为一个“pays”，这个术语来源于拉丁语的“帕古斯”（Pagus），在高卢-罗马时期专指属于一族高卢人的地域。行省的特点在于它自己拥有习惯法和各种特权，即所有特定于它的法律。一个行省本身也可以包含几个行省，比如勃艮第是一个行省，同时布雷斯（Bresse）也是一个行省，但同时是前者的一部分。
由于历史的更迭，以及行省的这种特性，建立一个完整的行省列表是不可能的。因此为了表现历史上的行政划分，常见的是法国大革命前夕财政区（généralité）或是“行政管辖区”（gouvernement）的列表，而后者是王国的旧行政区划。

## 法国前行省
下列为大革命时的法国主要行省（在革命中被废除）。括号内为行省首府。加粗的指代此地亦为司法和立法部门所在地；在其他情况下，该部门所在地不为首府。

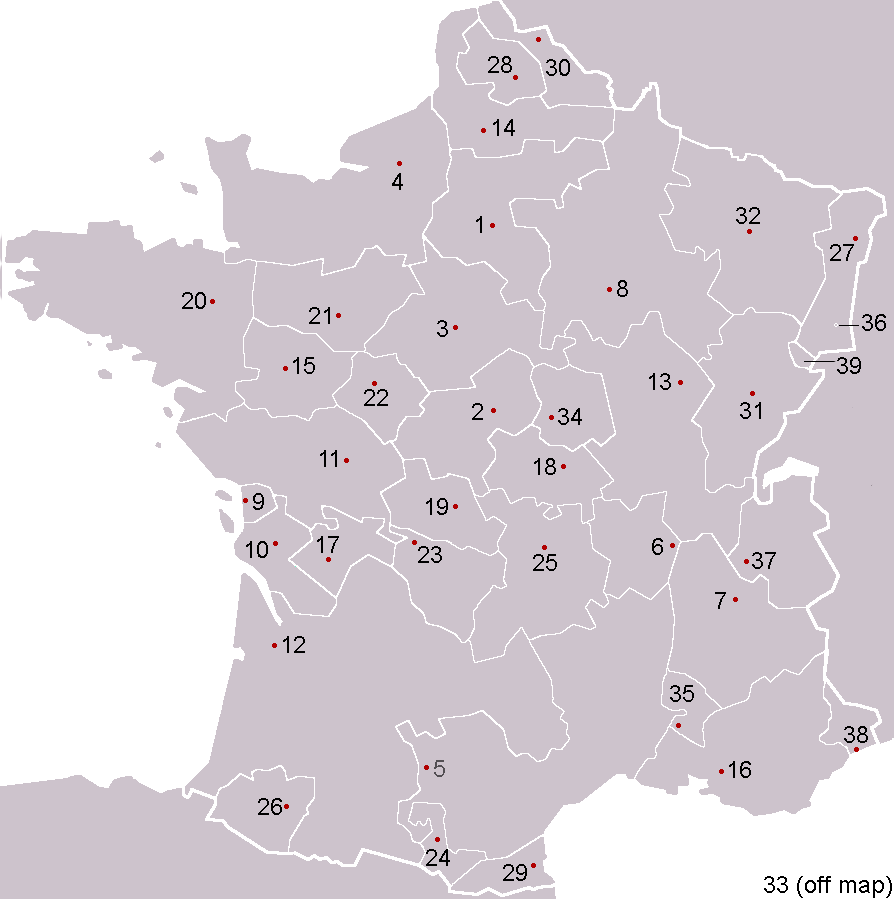
1789年法国行省及法国现今国界注：沃奈桑伯爵领地（1791年吞并）、米卢斯（1798年吞并）、蒙贝利亚尔（1816年吞并）、萨伏依和尼斯（1860年吞并）以及其他行省的部分地区非法兰西王国的组成部分。

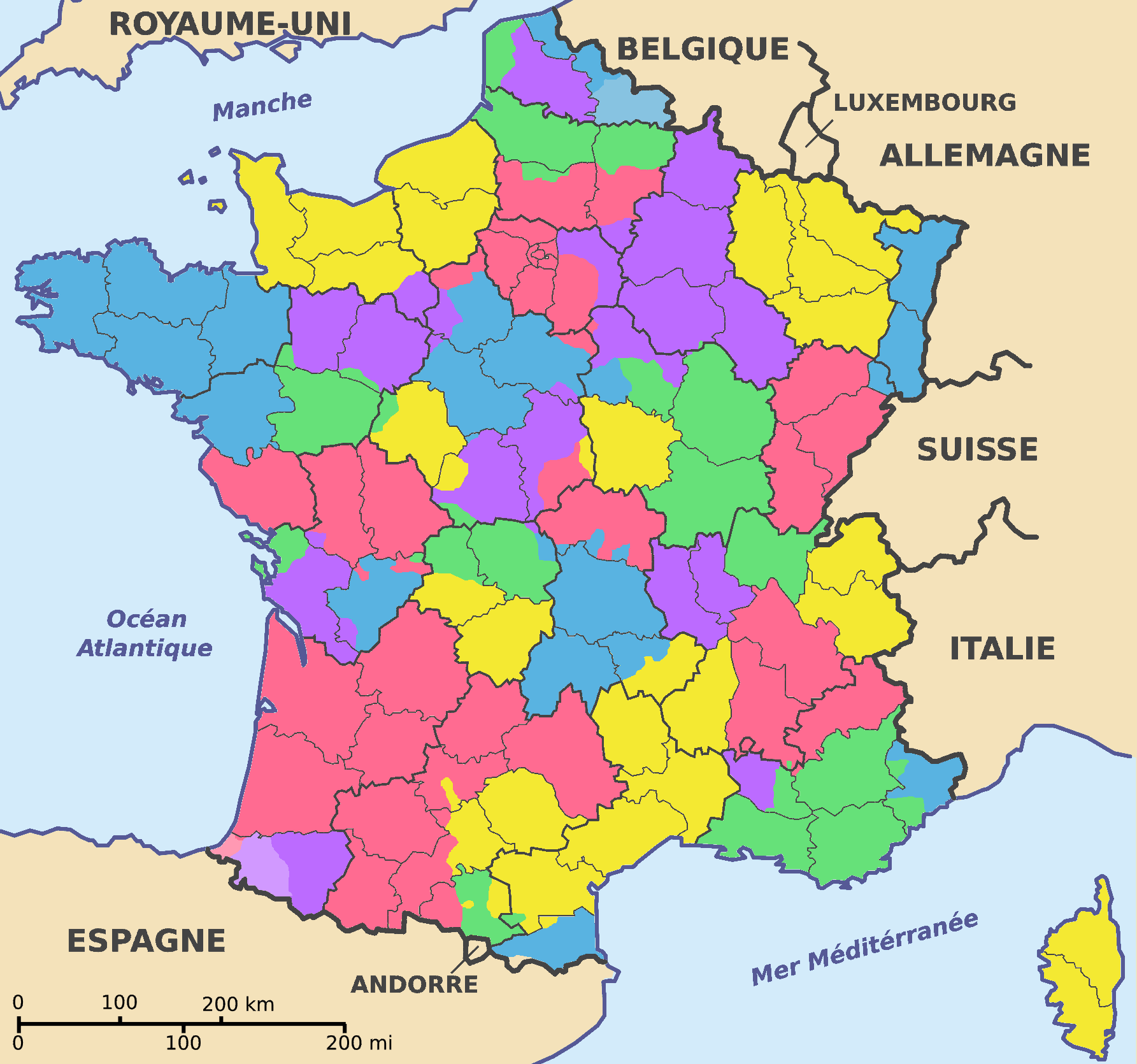
前行省（彩色）地图，现代省份边界以黑色线条表示

1. 法兰西岛（巴黎）
2. 贝里（布尔日）
3. 奥尔良（英语：Orléanais）（奥尔良）
4. 诺曼底（鲁昂）
5. 朗格多克（图卢兹）
6. 里昂（里昂）
7. 多菲内（格勒诺布尔）
8. 香槟（特鲁瓦）
9. 欧尼斯（拉罗谢尔）
10. 桑通日（桑特）
11. 普瓦圖（普瓦捷）
12. 吉耶讷与加斯科涅（波尔多）
13. 勃艮第（第戎）
14. 皮卡第（亚眠）
15. 安茹（昂热）
16. 普罗旺斯（普罗旺斯地区艾克斯）
17. 昂古莱姆（昂古莱姆）
18. 波旁（穆兰）
19. 马尔什（盖雷）
20. 布列塔尼（雷恩）
21. 曼恩（勒芒）
22. 图赖讷（图尔）
23. 利穆赞（利摩日）
24. 富瓦（富瓦）
25. 奥弗涅（克莱蒙费朗）
26. 贝阿恩（波城）
27. 阿尔萨斯（斯特拉斯堡，政务议会所在地为科尔马）
28. 阿图瓦（阿拉斯）
29. 鲁西永（佩皮尼昂）
30. 佛兰德与埃诺（英语：French Hainaut）（里尔，政务议会所在地为杜埃）
31. 弗朗什-孔泰（贝桑松）
32. 洛林（南锡）；三主教管区（位于洛林）：梅斯、图勒（英语：Ancient Diocese of Toul）及凡尔登（英语：Bishopric of Verdun）
33. 科西嘉（阿雅克肖, 政务议会所在地为巴斯蒂亚）
34. 讷韦尔（讷韦尔）

非法兰西王国领土，但现为法国本土的地区
35. 沃奈桑伯爵领地，教皇国属地（阿维尼翁）
36. 米卢斯帝国自由城市
37. 萨伏依（尚贝里），撒丁王国属地
38. 尼斯伯国（尼斯），撒丁王国属地
39. 蒙贝利亚尔伯国（英语：County of Montbéliard）（蒙贝利亚尔），符腾堡属地